# Балтимор (бренд)
«Ба́лтимор» — торговый бренд КДВ-групп, под которым продаются кетчупы, майонезы и соусы.

## История бренда
Бренд «Балтимор» появился в Санкт-Петербурге в 1995 году.
Название бренда связано с Санкт-Петербургом и омывающим его Балтийским морем. Балтимор — это сокращенный вариант словосочетания «Балтийское море» и не имеет никакого отношения к городу Балтимор и округу Балтимор штата Мэриленд в США. Первая производственная площадка Балтимор была открыта также в 1995 году в Санкт-Петербурге. «Балтимор считается первым произведенным в России кетчупом в стеклянной бутылке».
В 1997 году была открыта производственная площадка в Москве, затем в 1999 году — в Хабаровске, а в 2000 году — в Краснодаре и Узбекистане.
В 1998 году было начато производство томатной пасты, майонезов, соусов и уксусов.
В 2004 году компания Балтимор начала заниматься переработкой овощей.
В 2005 году Балтимор приступил к реализации своей сельскохозяйственной программы по выращиванию экологически чистых овощей, которые должны были стать сырьем для производства продукции компании.
В 2009 году владельцы компании продали концерну Unilever бизнес по производству кетчупов и соусов. В собственность компании перешли завод в Ленинградской области и торговые марки «Балтимор» и «Восточный гурман». По условиям сделки Алексей Антипов мог производить овощные консервы и на протяжении 2 лет не имел права производить соусы.
C 2010 компания Балтимор сфокусировалась, главным образом, на производстве кетчупов.
В августе 2011 года прошло масштабное обновление всей линейки продукции.
В октябре 2021 года Балтимор и Calve были проданы Unilever российскому производителю кондитерских изделий и снеков КДВ-групп.
Компания ООО ТД "Балтимор" является ликвидированной с 28.09.2022 года.

## Линейка продукции
Кетчуп в стеклянной бутылке
- Томатный
- Адмирал
- Татарский
- Цыганский
- Монарх
- Русский
- Болгарский
- Лечо
- Аджика

Кетчуп в мягкой упаковке
- Томатный
- Адмирал
- Татарский
- Цыганский
- Шашлычный
- Русский
- По-флотски
- По-грузински
- По-сибирски
- По-краснодарски

Кетчуп в пластиковой бутылке
- Шашлычный
- Краснодарский
- Острый

Томатная паста
- Классическая

Уксус
- Яблочный
- Столовый
- Виноградный

## Награды
- 1999 г.[11], 2000 г.[12], 2001 г.[13], 2002 г.[14], 2003 г.[15], 2004 г.[16], 2005 г.[17] — «Балтимор» — победитель премии «Товар Года»
- 2001 г. и 2004 г. — победитель номинации «Народная Марка»[18][19]
- 2002 г. — победитель конкурса «Марка доверия» Ридерз Дайджест
- 2004 г. и 2006 г. — Бренд Года EFFIE («8 Овощей» в номинации Новое имя и консервированные горошек и кукуруза в категории Продовольственные товары)[20][21]
- 2004 г. и 2006 г. — Супербренд[22][23][24]
- 2007 г. — икра Овощная и икра Кабачковая победили во всероссийском конкурсе «100 Лучших Товаров России»[25]
- 2007 г. — бренд «Балтимор» вошёл в рейтинг 50-ти самых известных российских брендов по версии журнала The Forbes[26]
- 2007 г. — кетчуп «Балтимор» — победитель республиканского конкурса «Продукт года 2007» (Беларусь)[27][28][29][30]

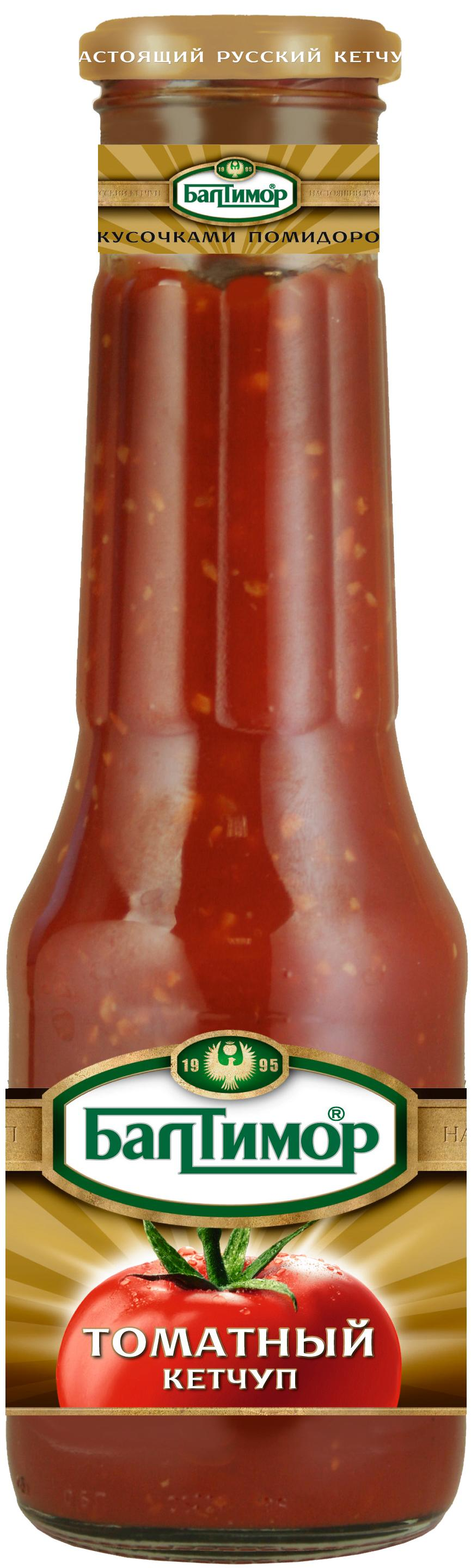
Кетчуп в стеклянной бутылке
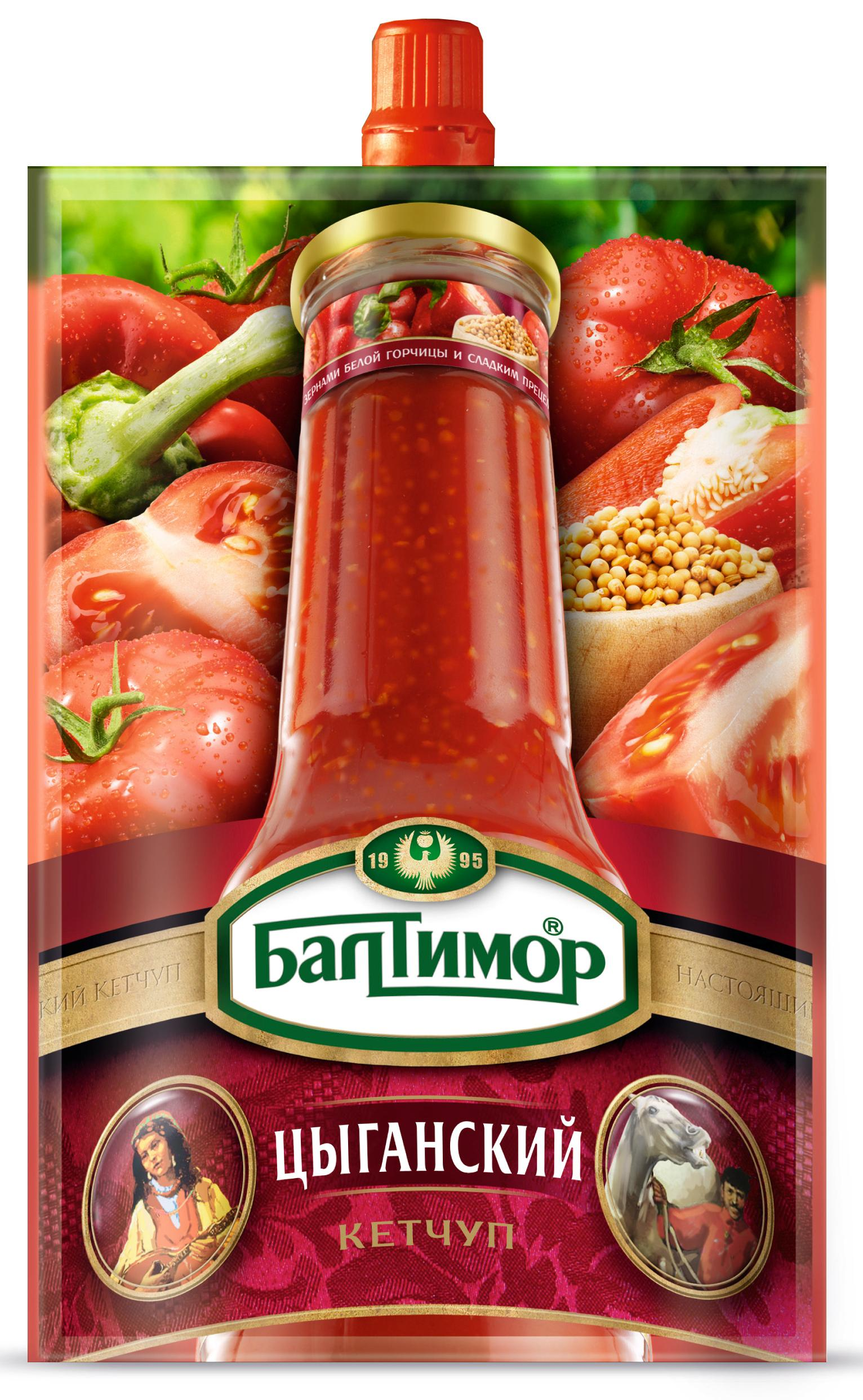
Кетчуп в мягкой упаковке (дой-пак)
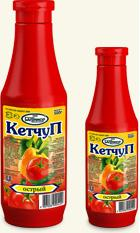
Кетчуп в пластиковой бутылке
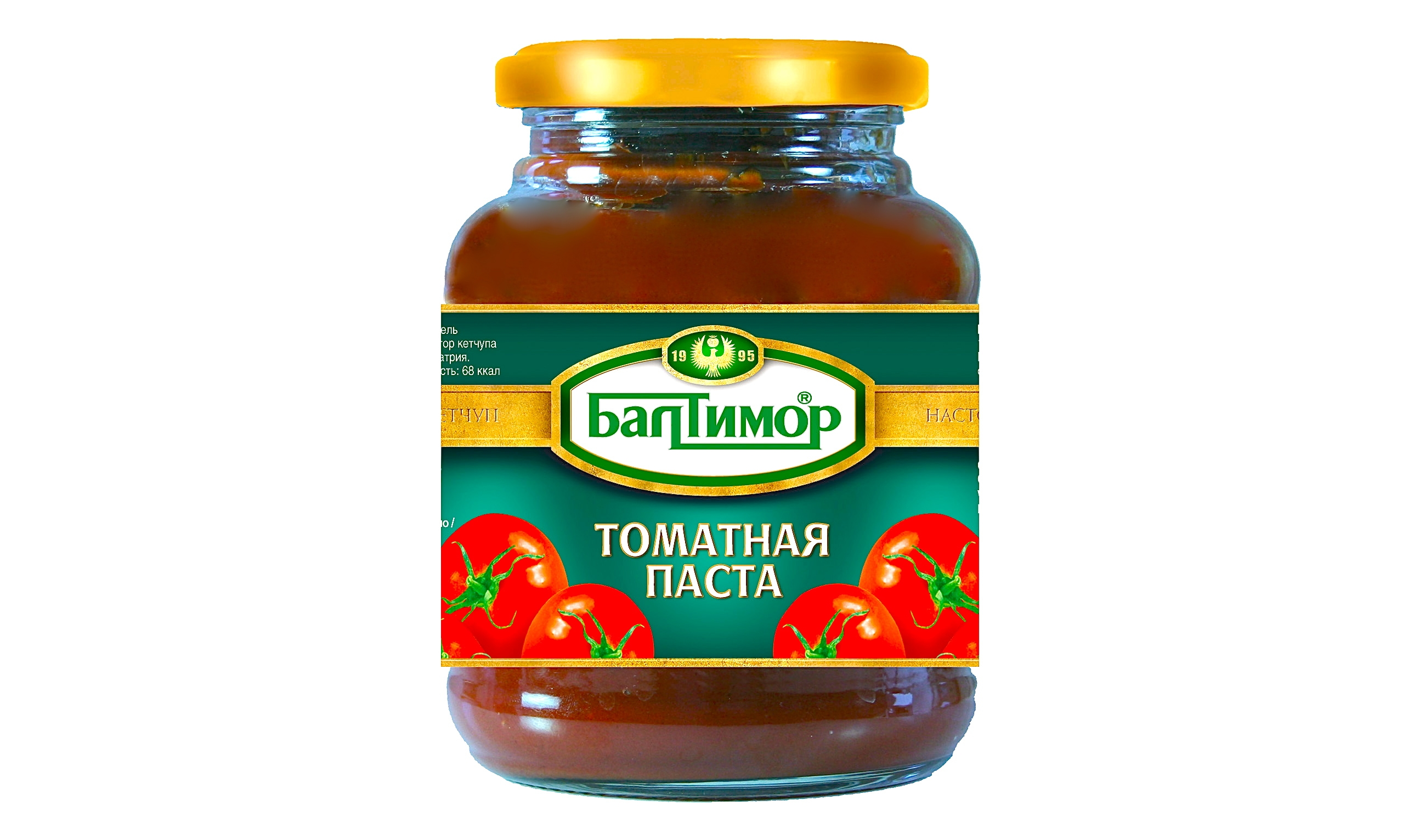
Томатная паста
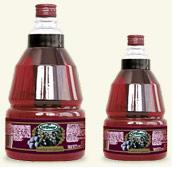
Уксус